# 19時女子プロレス
19時女子プロレス（じゅうくじじょしプロレス）は、かつて動画共有サービス「USTREAM」に乗せて無料配信で生中継されていた女子プロレス中継番組。運営はネオプラス アイスリボン事業部。

## 団体名の由来
試合が19時から行われるのが由来。

## 歴史

### 2010年
- 5月28日、アイスリボンの別ブランドとして設立。アイスリボンの帯広さやかが移籍して代表に就任。
- 5月29日、レッスル武闘館で無観客試合によるプレ旗揚げ戦を開催。
- 6月1日、レッスル武闘館で無観客試合による旗揚げ戦を開催。
- 7月2日、第15戦で行われた、さくらえみ対高橋奈苗戦の「おんな巌流島2010」で合計2,690人の当時の歴代最高視聴者数を記録。この試合は当初、高橋が保持していたJWP認定無差別級王座を懸けたタイトルマッチが行われる予定だったがJWP女子プロレスから無観客試合である事などを理由に認められなかったためノンタイトルとなった。そのためか、この試合はJWP所属選手3人が立会いの下で行われた。
- 8月27日、第34戦でICE×60王座を懸けたタイトルマッチが行われた。

### 2011年
- 1月12日、アイスリボンの道場マッチ後に帯広が肩の療養を兼ねて帰省。しばらくの間、志田光が代表代行を務めるが帯広はTwitter担当として引き続き携わる（4月23日に復帰）。
- 2月7日、特別放送としてプロレスリングZERO1所属選手の大谷晋二郎をゲストに迎えて2部構成とした。1部は通常の19時女子プロレス、2部は「FIGHTING TV サムライ」の収録も兼ねた番組を放送。
- その後帯広は肩の手術のため長期欠場となるのに伴い、番組内で19時女子プロレス認定インターネットシングル王座を提唱。協賛金を募集して選手権試合を3月22日に実施する運びとなった。王座決定戦は3月11日に発生した東北地方太平洋沖地震（東日本大震災）の直後である事から、被災地出身の4人によるワンデイトーナメントとなり、つくしが優勝して初代王者になった。また、この日は19時頃に蕨市を含む地域で東北地方太平洋沖地震（東日本大震災）並びに福島第一原子力発電所での福島第一原子力発電所事故による計画停電が予定されていたため平日にもかかわらず13時開始（実際は約30分遅れ）となった（ただしアーカイブは残る）。
- 6月1日、アイスリボン272は「19時女子プロレス旗揚げ1周年記念」と銘打ち観客席を若干縮小した上で19時仕様として興行を開催。同時視聴者数は1,100人を超えた。
- 8月9日、ニコニコ生放送（ニコニコ動画）での同時放送開始を発表。
- 8月26日、アイスリボンに吸収合併される。以降はアイスリボンの番組として継続される。
- 11月4日、この日からニコニコ生放送（ニコニコ動画）での同時放送をアイスリボン公式ニコニコチャンネルからの生放送に移行。

### 2012年
- 1月13日、第100戦を迎える。この日のニコニコ生放送（ニコニコ動画）は公式生放送で配信。
- 3月23日、第109戦で観客席を用意して公開放送で興行を開催。
- 6月1日、第118戦で「19時女子プロレス発足2周年記念」として観客席を用意し公開放送で興行を開催。
- 8月10日、第127戦で観客席を用意して公開放送で興行を開催。
- 10月19日、第136戦で観客席を用意して公開放送で興行を開催。
- 12月28日、第145戦を最後に放送を休止。

### 2013年
- 6月22日、アイスリボンスポルティーバアリーナ大会で放送を終了することを発表。今後はアイスリボン公式ニコニコチャンネルを中心とした新たなネット動画配信で生中継を行うことも併せて発表[1]。

## 放送時間と番組内容
放送開始当初のレギュラー放送は週3回程度30分であったが9月以降は試合会場の貸し出しの都合などにより原則週1回、金曜のみの配信となり11月以降は1時間に拡大された。
番組の進行は帯広及びアイスリボン所属選手やフリーの女子選手がMCを担当して実況、解説と合わせた3人体制となるがアイスリボンと関係のある外部の選手などをゲストに招くこともある。レフェリーは試合のないレギュラー参戦選手の中から選ばれる。
試合は原則として団体名に因んだ「19分1本勝負」（2月25日より当初は15分1本勝負）で行われる。アイスリボン基本ルールとなるが場外カウントはなし。
試合前には直近のアイスリボンの試合をダイジェスト放送されることがある。試合後には選手インタビューも行い次回開催するアイスリボンの試合の対戦カードなども発表される。また後楽園ホール大会直前などには特別編成を組んで特集コーナーを設けることもある。
第68戦（2011年2月18日）からしばらくの間、練習生のエキシビションが前座として行われていた。それ以後も前座を合わせて2試合組まれることが多くなりデビュー間近の練習生によるエキシビションマッチも行われている。
元NEO女子プロレスの田村欣子は団体を問わず若手が試合をする機会のひとつとして19時女子プロレスを活用するよう提言している（2010年12月26日アイスリボン後楽園ホール大会の試合後にコメント）。また埼玉プロレスのサバイバル飛田はTwitterでJWP女子プロレスの新人選手が19時女子プロレスに出場することを提案している。
インターネットを利用した配信ゆえに環境さえ整えば世界各地で視聴が可能である。この19時女子プロレスがきっかけとなってイギリスのプロレスリングEVEとの交流が形成されるなどの副産物も生まれた。
放送終了後の2020年、新型コロナウイルス感染症の感染拡大のため、人が密集する通常のプロレス興行の開催が不可能になった為、アイスリボンでは3月下旬以降無観客開催措置に踏み切ったが、この時もニコニコ生放送を活用したネット配信を実施した為、19時女子での経験とフォーマットが活かされる事となった。

### イサミレッスル武闘館以外からの放送
時折、イサミレッスル武闘館以外の試合会場から放送される。これらは客入れで行われる場合がある。
2010年12月31日、後楽園ホールで開催された年越しプロレスでダークマッチを提供してイサミレッスル武闘館以外かつ客入れとして初めての放送となった。
2011年1月7日、初の首都圏外からとなるスポルティーバアリーナより「金プロだよ全員集合!!」への提供試合として2月7日に開催される「名古屋リボン」の宣伝も兼ねて放送。4月10日、つくしの意向で、さくらえみを相手に19時女子プロレス認定インターネットシングル選手権試合を、つくしが通う鹿島学園高等学校レスリングスクールで開催。こちらは無観客で行ったが設備の問題から生中継ができず2月12日の録画放送になった。4月15日、大阪プロレス大阪ミナミ ムーブ・オン アリーナ大会でのインターネットシングル選手権試合を行う他、大阪プロレスの試合も2試合行われた。
2012年1月20日、前年に続いてスポルティーバアリーナより「金プロ全員集合!!」との合同企画として放送。

## タイトル
- 19時女子プロレス認定インターネットシングル王座

## 19 O'clock girls tournament
2012年から始まった19時女子プロレスで行われるトーナメント戦。各回の放送で公式戦が1試合ずつ行われて優勝者は19時女子プロレス認定インターネットシングル王座への挑戦権が得られる。公式戦は19時女子プロレスの公式ルールに則って行われるが1回戦では時間切れで両者失格、準決勝以降は時間無制限の延長戦となる（第4回の終了時点でこのルールが適用された公式戦はない）。第4回終了時点まででトーナメント戦の優勝者は全て19時女子プロレス認定インターネットシングル選手権試合で王者を破っている。
| 回数  | 開催期間                                       | 優勝       | 準優勝     | 出場選手                                                                                          |
| ----- | ---------------------------------------------- | ---------- | ---------- | ------------------------------------------------------------------------------------------------- |
| 第1回 | 2012年1月27日 - 3月9日 （第102戦 - 第108戦）   | くるみ     | 長野ドラミ | 帯広さやか、藤本つかさ、星ハム子、くるみ、成宮真希 長野ドラミ、矢神知樹、レイディ・アフロディータ |
| 第2回 | 2012年4月6日 - 5月25日 （第111戦 - 第117戦）   | 藤本つかさ | 雫あき     | 帯広さやか、藤本つかさ、星ハム子、つくし 成宮真希、新田猫子、長野ドラミ、雫あき                   |
| 第3回 | 2012年6月15日 - 8月3日 （第120戦 - 第126戦）   | 雫あき     | 新田猫子   | 帯広さやか、星ハム子、つくし、くるみ 成宮真希、新田猫子、長野ドラミ、雫あき                       |
| 第4回 | 2012年8月24日 - 10月12日 （第129戦 - 第135戦） | 星ハム子   | 志田光     | 藤本つかさ、松本都、志田光、星ハム子 つくし、くるみ、成宮真希、新田猫子                           |

## 女子プロレス団体時代の所属選手
- 帯広さやか

## 女子プロレス団体時代のレギュラー参戦選手
- さくらえみ（アイスリボン）（レフェリーとしてはヒステリックさくら）
- 真琴（アイスリボン）（レフェリーとしてはウィスタリア真琴）
- 藤本つかさ（アイスリボン）（レフェリーとしてはハットトリック藤本）
- 志田光（アイスリボン）（レフェリーとしては荒い鷲）
- 都宮ちい（アイスリボン）（レフェリーとしてはギブアップ都宮）（番組MCとしてはマッドマックス都宮）

## スタッフ

### 常勤
- 佐藤肇 （ネオプラス）
- 牛木美郷（ネオプラス）

### 非常勤MC、実況、解説
- GENTARO （プロレスリングFREEDOMS）
- 木高イサミ （ユニオンプロレス）
- 松永智充 （DDTプロレスリング）
- CHANGO （フリー）
- バーブ佐々木 （フリー）
- 須山浩継 （フリー）
- リ・コウジ （オフィス斬）